# Svitávka
Svitávka (deutsch Zwittawka, auch Swittawka, 1939–1945: Zwittales) ist eine Minderstadt in Tschechien. Sie liegt fünf Kilometer nordwestlich von Boskovice und gehört zum Okres Blansko.

## Geographie
Svitávka befindet sich in der Boskowitzer Furche. Das Städtchen liegt beiderseits des Flusses Svitava an der Einmündung der Bäche Semíč und Sebránek. Nördlich erheben sich der Skřib (470 m), Hradisko (390 m) und Kopanisko (405 m), im Südosten der Habří (451 m) und die Rovná (446 m), westlich der Podsedky (421 m) und im Nordwesten der Kojavy (496 m) und die Drábovka (469 m). Durch Svitávka führt die Bahnstrecke Česká Třebová–Brno. Westlich des Ortes verläuft die Staatsstraße I/43/E461 von Brno nach Svitavy, von ihr zweigen südlich die Straßen I/19 nach Kunštát und II/150 nach Boskovice ab. Östlich des Ortes befinden sich die Dämme der unvollendeten Reichsautobahn Wien-Breslau, die hier die Svitava überqueren sollte.
Nachbarorte sind Zboněk und Míchov im Norden, Hodiška, Bačov und Sudice im Nordosten, Chrudichromy im Osten, Boskovice und Mladkov im Südosten, Skalice nad Svitavou und Vaculka im Süden, Sebranice im Südwesten, Podchlumí und Újezd im Westen sowie Nýrov, Sasina und Klevetov im Nordwesten.

## Geschichte

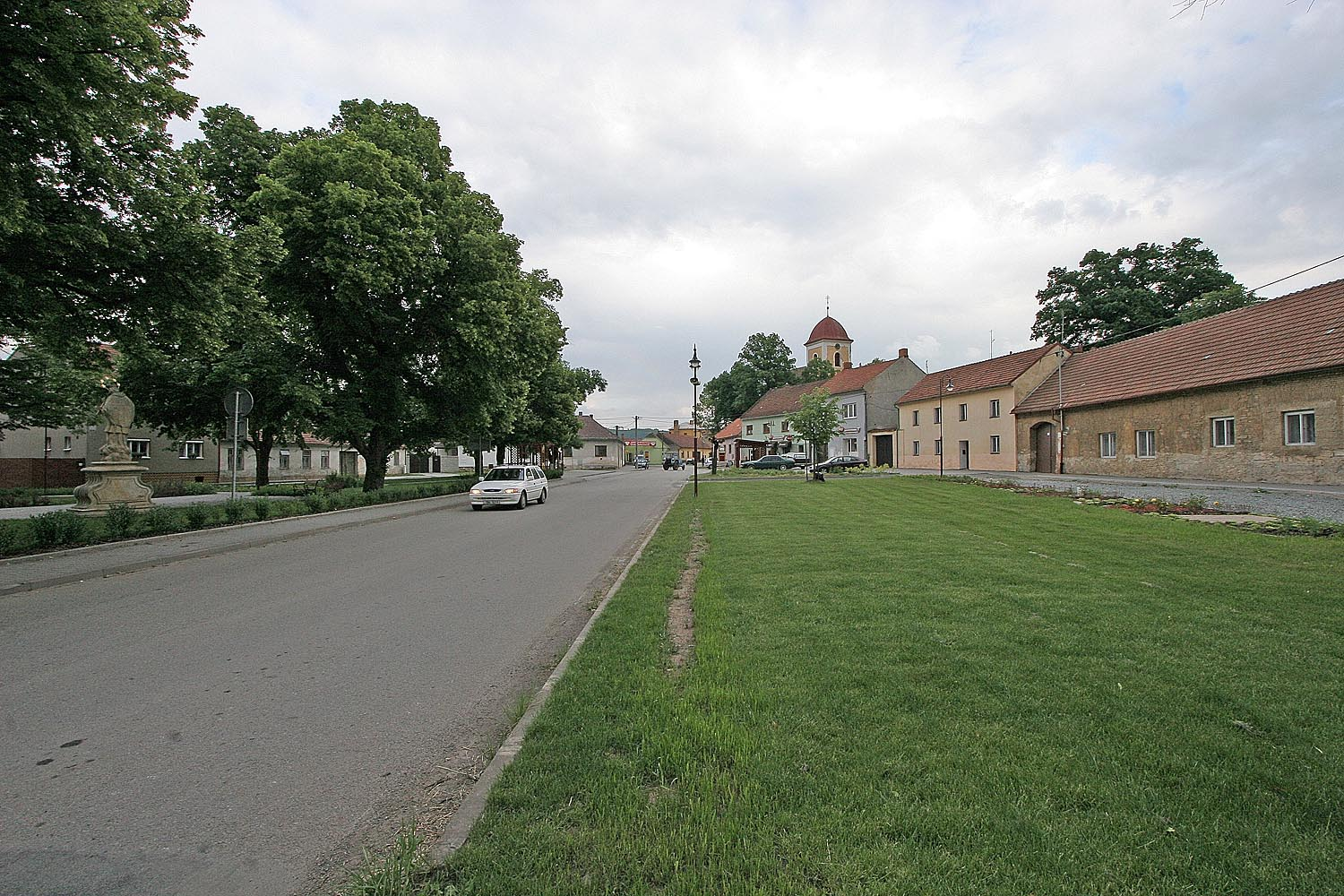
Markt von Svitávka

Archäologische Funde belegten eine Besiedlung der Gegend seit der Jungsteinzeit. An der Ziegelei am westlichen Teil des Ortes wurden 1962 menschliche Knochen gefunden. Nach einer Radiokohlenstoffdatierung stammen sie von einer Frau aus der Jungsteinzeit. Auf dem Hradisko befand sich seit dem Ende des 4. Jahrtausends v. Chr. eine Siedlungsstätte; seit dem 17. Jahrhundert v. Chr. ist die Metallverhüttung nachweisbar und im 15. Jahrhundert v. Chr. bestand auf dem Berg eine steinerne Burgstätte.
Die erste urkundliche Erwähnung des Ortes erfolgte im Jahre 1169, als Vladislavs II. dem Kloster Hradisko die Pfarre und das Städtchen Svitávka einschließlich der Maut auf der Brücke über die Svitava sowie den Dörfern Míchov und Zboněk schenkte. In diesem Zusammenhang wurde auch das Privileg eines samstäglichen Marktes genannt. Svitávka befand sich am Strenitzer Steig, einer der ältesten Straßen zwischen Prag und Brünn, und genoss weitere Privilegien, deren Urkunden das Kloster nach der Besitzübernahme einzog. Wahrscheinlich im 13. Jahrhundert wurde Svitávka an die Propstei Knínice angeschlossen. Durch König Wenzel I. wurde Svitávka in der Mitte des 13. Jahrhunderts zum freien Munizipalstädtchen erhoben. Zugleich verlieh Wenzel I. dem Städtchen das Privileg zur Errichtung einer Brauerei und gestattete allen Bürgern den freien Schank. Zudem besaß Svitávka zu dieser Zeit das Privileg für zwei Jahrmärkte, die jeweils Montags nach St. Georg und St. Gallus abgehalten wurden. Nachdem Svitávka durch feindliche Überfälle verwüstet worden war, gestattete König Wenzel II. die Errichtung einer Stadtbefestigung. Um 1342 eroberte der Raubritter Mikeš von Žampach und Potštejn das Städtchen und plünderte es aus. Während der Hussitenkriege wurde Svitávka dem Kloster entzogen und gelangte 1461 als Pfandbesitz an Vaněk von Boskowitz. König Wladislaw Jagiello verpfändete 1499 die Propstei Knínice mit den Städtchen Knínice und Svitávka sowie den Dörfern Světlá, Cetkovice, Šebetov, Uhřice, Kořenec, Úsobrno und Okrouhlá an seinen Berater Ladislav von Boskowitz. Dieser errichtete in Knínice eine Grundherrschaft und schloss ihr weitere Dörfer an. Später gelangte die Herrschaft an das Kloster Hradisch zurück. Auf Gesuch des Abtes Jan Ponětovský von Ponětov bestätigte Kaiser Rudolf II. am 15. Januar 1583 alle Privilegien von Svitávka und verließ zugleich das Recht zur Führung eines Stadtsiegels mit dem Bildnis des Patrons des Klosters, des hl. Stephan. In Svitávka bestanden zwei Mühlen; die Untermühle ist seit 1616 als Besitz von Bedřich Drahanovský von Pěčín nachweislich, die Mittelmühle gehörte dem Abt des Klosters. Während des Dreißigjährigen Krieges fielen von Hodiška her die Schweden in Svitávka ein und plünderten den Ort aus. In der zweiten Hälfte des 17. Jahrhunderts wurde in der Untermühle durch Boskowitzer Bürger eine Brennerei und Walke eingerichtet. 1690 überflutete ein Hochwasser der Svitava den Ort. 1715 erfolgte der Bau einer neuen steinernen Brücke über den Fluss. Nach der Aufhebung des Klosters im Zuge der Josephinischen Reformen fielen dessen Güter 1784 dem Religionsfonds zu. Beim Großfeuer von 1793, das auch das Rathaus erfasste, konnte ein Teil der Urkunden und Schriften aus dem Archiv gerettet werden. Zu Beginn des 19. Jahrhunderts entstand in der Untermühle eine Textilmanufaktur. 1821 und 1832 wurde Svitávka von Choleraepidemien heimgesucht. 1825 kaufte Karl Graf Strachwitz die Herrschaft Šebetov. Sein Sohn Moritz Graf Strachwitz erbte 1837 den Besitz. 1839 erwarb der Zwittauer Fabrikant Moses Löw-Beer die Textilfabrik.
Nach der Ablösung der Patrimonialherrschaften bildete Svitávka ab 1850 eine Marktgemeinde in der Bezirkshauptmannschaft Boskovice. In den Jahren 1939 bis 1941 erfolgten östlich des Ortes Bauarbeiten für die Reichsautobahn Wien-Breslau. Zum Ende des Zweiten Weltkrieges hielten die Reste der Heeresgruppe Mitte seit April 1945 die strategisch wichtige Kreuzung in Goldenbrunn besetzt und verminten die Brücke über den Sebránek. Am 9. Mai 1945 ergriffen die deutschen Truppen die Flucht. Die jüdische Unternehmerfamilie Löw-Beer wurde während des Holocaust größtenteils vernichtet. Zu Beginn des Jahres 1961 wurde Sasina eingemeindet, zugleich wurde die Gemeinde dem Okres Blansko zugeordnet. Svitávka führt seit 1998 ein Wappen und Banner. Am 10. Oktober 2006 erhielt Svitávka den Status eines Městys zurück.

## Gemeindegliederung
Der Městys Svitávka besteht aus den Ortsteilen Sasina (Sasin) und Svitávka (Zwittawka), die zugleich auch Katastralbezirke bilden.

## Sehenswürdigkeiten
- Kirche Johannes des Täufers
- Burgstall Hradisko
- Ruine der Heiliggeist-Kapelle am Hradisko, das in der Mitte des 19. Jahrhunderts errichtete Bauwerk verfiel nach 1950
- Kapelle des hl. Johannes von Nepomuk
- Villa Benno, errichtet zwischen 1900 und 1902 für Benno Löw-Beer, heute Sitz der Gemeindeverwaltung
- Kleine Villa Löw-Beer, errichtet 1906 für Alfred Löw-Beer nach Plänen des Wiener Architekten Josef Nebehosteny, heute im Privatbesitz.
- ehemalige Ausspanne Zlatá studna in Vaculka
- Freiheitsdenkmal (Boží muka svobody) an der Straßenkreuzung in Vaculka, das teils als Urnensäule und Betsäule errichtete Denkmal wird flankiert von Grabsteinen für fünf Einwohner, die zwischen 1942 und 1945 dem nationalsozialistischen Terror zum Opfer fielen.